# 2017년 뉴욕 트럭 돌진 테러
2017년 10월 31일, 미국 뉴욕 시의 로어 맨해튼에서 트럭 돌진 테러가 발생하였다. 해당 테러 사건의 범인은 이슬람 극단주의 단체 ISIS의 추종자였던 우즈베키스탄 출신 남성으로 밝혀졌으며, 이 사건으로 인해 8명이 숨지고, 용의자와 2명의 아동을 포함하여 12명이 부상을 입었다.

## 피해자
해당 테러로 인해 8명의 사망자와 용의자를 포함하여 12명의 부상자가 나왔다. 사망자 중 2명은 미국 국적자였고, 다른 6명은 아르헨티나에서 온 여행자 5명과 벨기에에서 온 여행자 1명이었다.

## 용의자
사건의 용의자는 우즈베키스탄 출신자인 사이풀로 하비불라예비치 사이포브(Sayfullo Habibullaevich Saipov)로, 범행 직후 경찰에 의해 복부에 총을 맞고 체포되어 병원으로 후송되었다.
사이포브는 1988년, 당시 소련의 일부이던 우즈베키스탄의 타슈켄트에서 태어났으며, 2010년 미국으로 넘어와 영주권을 취득하고 오하이오주의 스토우(Stow) 시에서 생활하다가 이후 플로리다주의 탬파 시, 뉴저지주의 패터슨 시 등으로 이사하기도 했다. 그는 뉴저지 주에서 운송회사 우버 소속 운전기사로 일했다.

### 동기
그는 ISIS를 위해 범행을 저질렀다고 진술하기도 했으며, 그의 전자기기에서는 ISIL과 관련된 영상, 사진 매체들이 발견되었다. 많은 전문가들은 그가 특별한 사주를 받지 않고 스스로 이슬람 극단주의적 사상을 갖게 되었다고 분석한다.

## 같이 보기
- 2017년 미국